# Selina Peterson
Selina Peterson (* 1983 in Halle (Saale)) ist eine deutsche Illustratorin und Grafikdesignerin.

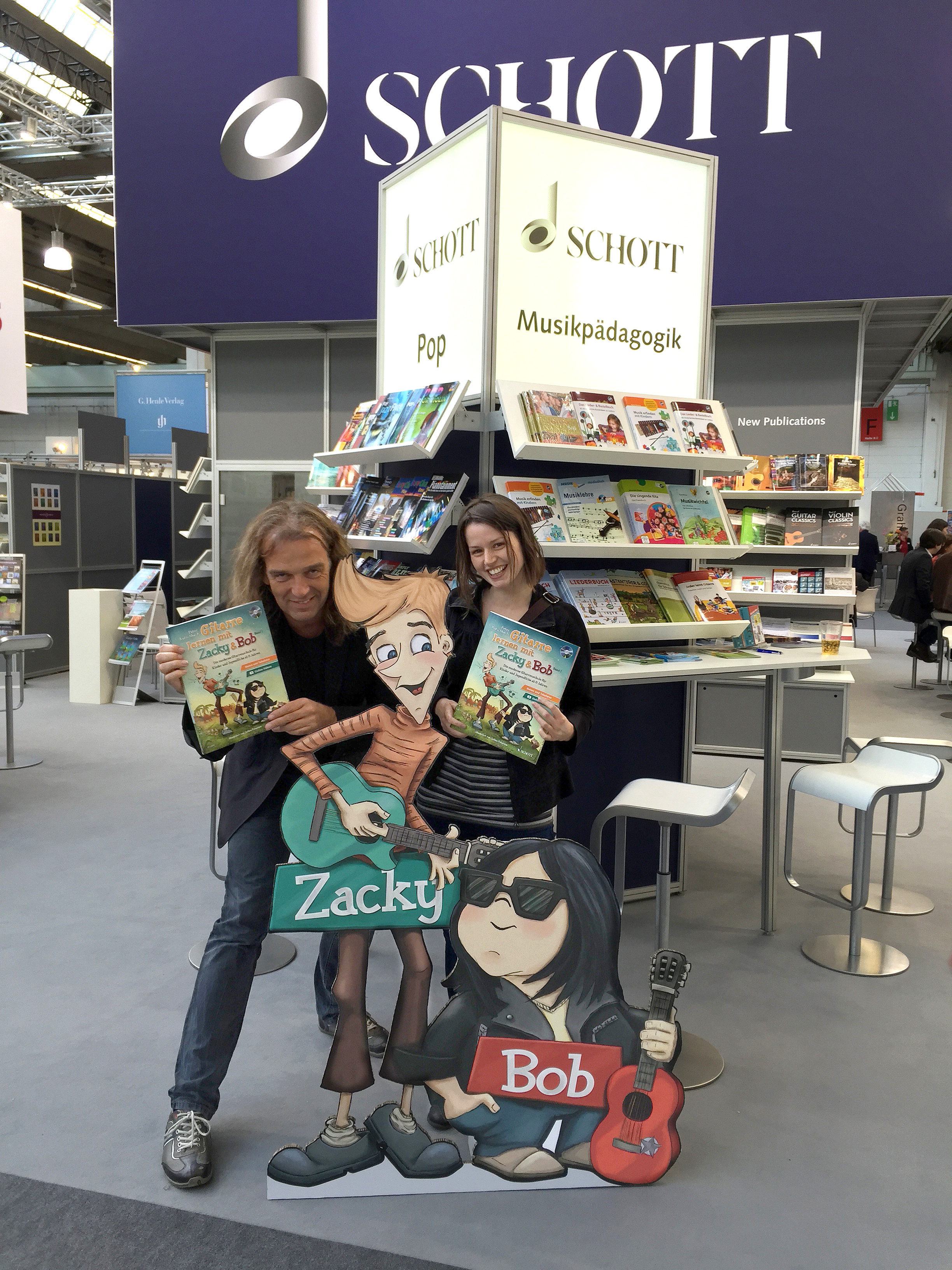
Peter Autschbach und Selina Peterson auf der Musikmesse 2016

## Leben und Leistungen
Selina Peterson studierte Medieninformatik an der Hochschule Harz (Abschluss: Bachelor of Science, 2007). Nach einer festen Anstellung bei der Agentur Traveldress ist sie seit 2016 freiberuflich tätig und erstellt Illustrationen für Kinderbücher im musikpädagogischen Bereich. Dabei hat sie sich vor allem mit dem Lehrbuch Gitarre lernen mit Zacky und Bob von Peter Autschbach einen Namen als Illustratorin gemacht. Darüber hinaus hat sie das grafische Layout für sieben weitere Gitarrenlehrbücher und die Titelillustration für das Flötenbuch Megastarke Popsongs erstellt. Die Illustrationen und das Layout der drei „Jimmy!“-Gitarrenausgaben des Musikers Rue Protzer stammen ebenfalls von Selina Peterson. Neben dem Zeichnen von Illustrationen und dem Layout von Lehrbüchern arbeitet sie auch als Web-Designerin. Sie erstellte das Weblayout für Musiker wie Peter Autschbach, Ralf Illenberger und Martin Kolbe sowie auch CD-Cover für diese und weitere Musiker wie Tatyana Ryzhkova und Monsieur Klaas. Der Musikkomiker Willy Astor beauftragte sie 2019 mit der Illustration seines bei  Universal erschienenen Albums „Der Zoo ist kein logischer Garten“.
2020 veröffentlichte das Ministerium für Umwelt, Landwirtschaft und Energie Sachsen-Anhalt das Wimmelbild „Hochwasser in Stadt und Land“ mit erklärendem Begleitheft von Selina Peterson mit dem Ziel, Kinder spielerisch an das vielschichtige Thema Hochwasser mit all seinen Facetten heranzuführen. Dazu kreierte sie die Figur der Wanderratte „Fred“, die sich in den verschiedenen Szenen des Hochwasserspektakels versteckt und den Entdeckergeist und die Aufmerksamkeit der Kinder fördern soll.

## Werke

### Grafisches Design und Illustration von Lehrbüchern
- 2012: All in One – Rock Guitar Solos. mit CD. Acoustic Music Books.
- 2013: All in One – Blues Guitar Solos. mit CD. Acoustic Music Books.
- 2016: Gitarre lernen mit Zacky und Bob Band 1  von Peter Autschbach, Gitarrenlehrbuch für Kinder. Schott Music.
- 2017: Gitarre lernen mit Zacky und Bob Band 2  Gitarrenlehrbuch für Kinder. Schott Music.
- 2017: Griffbrett-Navi: Zacky & Bob’s Gitarrenspicker. Schott Music.
- 2017: Jimmy! der Gitarrenchef Band 1. von Rue Protzer E-Gitarrenlehrbuch für Kinder. Dux-Verlag.
- 2017: Jimmy! der Gitarrenchef Band 2. E-Gitarrenlehrbuch für Kinder. Dux-Verlag.
- 2017: Jimmy! Der Gitarren-Chef – Weihnachtslieder. E-Gitarrenlehrbuch für Kinder. Dux-Verlag.
- 2018: Megastarke Popsongs. Flötenhits für coole Kids. Schott Music.
- 2018: Meine Lieblingsstücke. Kompositionen von Peter Autschbach mit CD. Fingerprint-Verlag.
- 2019: Das Songbuch von Zacky und Bob von Peter Autschbach, 15 Vorspielstücke mit Online-Audiodateien, Schott Music.
- 2020: Ü40 Gitarrensongbuch von Peter Autschbach, 20 Killersongs mit Online-Audiodateien, Schott Music.
- 2021: Jazzgitarrenbu.ch Lehrbuch für Jazz-Gitarre von Peter Autschbach, Schott Music.

### Grafisches Design von Lehrbüchern
- 2011: Best of Martin Kolbe + Ralf Illenberger. Compositions for 2 guitars. Acoustic Music Books.
- 2011: Theorie-Basics für Gitarristen Vol. 1. Harmonielehre ohne Noten mit DVD. Fingerprint.
- 2011: Theorie-Basics für Gitarristen Vol. 2. Harmonielehre ohne Noten mit DVD. Fingerprint.
- 2012: Tango On Guitar. Guitar Workshop mit DVD. Fingerprint.
- 2015: Rock on Wood Band 2. Lehrbuch für Akustik-Rock mit DVD. Acoustic Music Books.

### CD-Cover-Artwork
- 2012: No Boundaries. (CD) Peter Autschbach & Ralf Illenberger, Timezone Records.
- 2014: You and Me. (CD) Peter Autschbach, Acoustic Music Records.
- 2014: Songs From the Inside. (CD) Martin Kolbe, Timezone Records
- 2014: One Mind. (CD) Peter Autschbach u. Ralf Illenberger. Timezone Records.
- 2017: Slow Motion. (CD) Timezone Records.
- 2017: Wir sind Demokratie. (CD) Peter Autschbach. Timezone Records.
- 2017: Zero Gravity. (CD) Peter Autschbach u. Ralf Illenberger. Timezone Records.
- 2018: Jazz On The Rocks. (CD), Monsieur Klaas.
- 2018: Dreams Of A Russian Summer. (CD), Tatyana Ryzhkova.
- 2018: Sweeter Than Honey. (CD) Samira Saygili u. Peter Autschbach, Acoustic Music Records.
- 2019: Der Zoo ist kein logischer Garten (CD) Willy Astor, Universal Records.
- 2021: Sundowner (CD und Vinyl-LP) Joscho Stephan u. Peter Autschbach, Timezone Records.
- 2021: Sing! (CD) Samira Saygili u. Peter Autschbach, Timezone Records.

### Webdesign
- Homepage von Peter Autschbach
- Homepage des Duos Kolbe/Illenberger
- Homepage von Martin Kolbe
- Homepage „Gitarre lernen mit Zacky und Bob“